# 유러피언 핫 100 싱글
유러피언 핫 100 싱글(European Hot 100 Singles)은 빌보드가 발표하는 유럽의 싱글 차트이다. 이 차트는 1984년 3월부터 2010년 12월까지 축적되었다. 이 차트는 16개 유럽 국가들의 국가 싱글 판매 차트에 기반을 두었다: 오스트리아, 벨기에, 덴마크, 핀란드, 프랑스, 독일, 그리스, 헝가리, 아일랜드, 이탈리아, 네덜란드, 노르웨이. 스페인, 스웨덴, 스위스, 영국.
2010년 11월 13일 기준으로 유러피언 핫 100은 400개의 넘버원 히트를 축적하였다. 마지막 차트는 2010년 12월 11일 게시되었다.